# Jean de Chartres
Pour les articles homonymes, voir Guillaumet.
Jean Guilhomet (parfois Jean Guillaumet) dit Jean de Chartres (né vers 1465 - mort vers 1513 à Moulins) est un sculpteur français.

## Biographie
Élève très apprécié du sculpteur Michel Colombe. Dans une lettre de Michel Colombe à Marguerite d'Autriche du 3 décembre 1511, il a écrit : « Jehan de Chartres, mon disciple et serviteur, lequel m'a servy l'espace de dix-huit ou vingt ans, et maintenant est tailleur d'ymaiges de madame de Bourbon ». 
Jean de Chartres est actif dans la ville de Moulins où il est le sculpteur personnel d'Anne de France.
Le Louvre conserve un groupe de cinq statues provenant  du château des ducs de Bourbon.

## Œuvres
- Annonciation, portail des Carmes à Moulins.
- Saint Pierre, Sainte Anne, Sainte Suzanne, Louvre.
- Sainte Anne éduquant la Vierge, Louvre.
- Sainte Suzanne, Louvre[5].

Jacques Baudoin lui attribue :
- Sainte Madeleine de l'église Saint-Pierre de Montluçon, vers 1490,
- Sainte Barbe et Saint Jean-Baptiste de l'église Saint-Hippolyte de Jaligny-sur-Besbre, vers 1495,
- Tête d'évêque d'Avermes, au musée de Moulins,
- Buste du Père Éternel de La Bénisson-Dieu, vers 1497,
- Tête de saint Jean-Baptiste et tête de Sainte Catherine à Saint-Martin-d'Estréaux, vers 1497,
- Tête de la Vierge, vestige de l'Annonciation du portail de l'église des Carmes de Moulins, au Musée Anne-de-Beaujeu de Moulins,
- Tête de Saint Jacques du musée Mandet de Riom,
- Pieta de l'église de Varennes-sur-Tèche,
- Vierge à l'Enfant de la chapelle Notre-Dame de Consolation de Chira, à Saint-Marcel-d'Urfé, 1508,
- vestiges de la statuaire de la collégiale de Moulins.

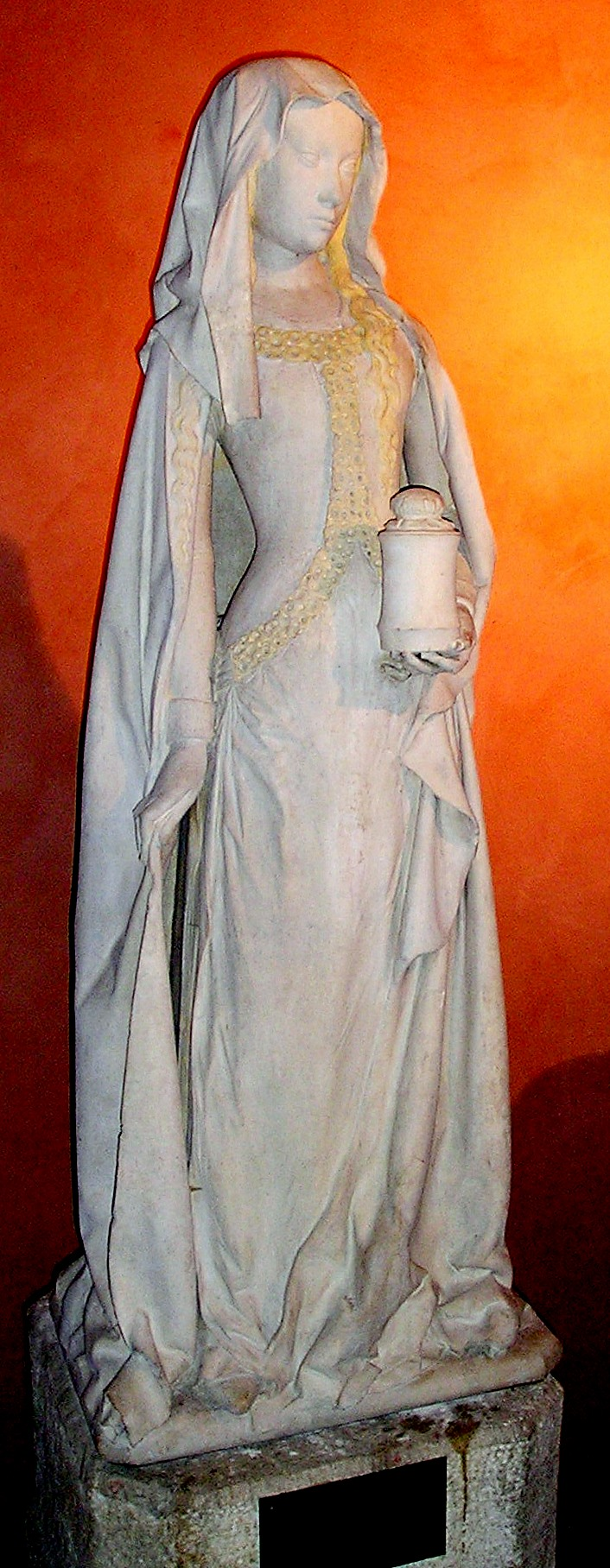
Sainte Madeleine église Saint-Pierre de Montluçon.
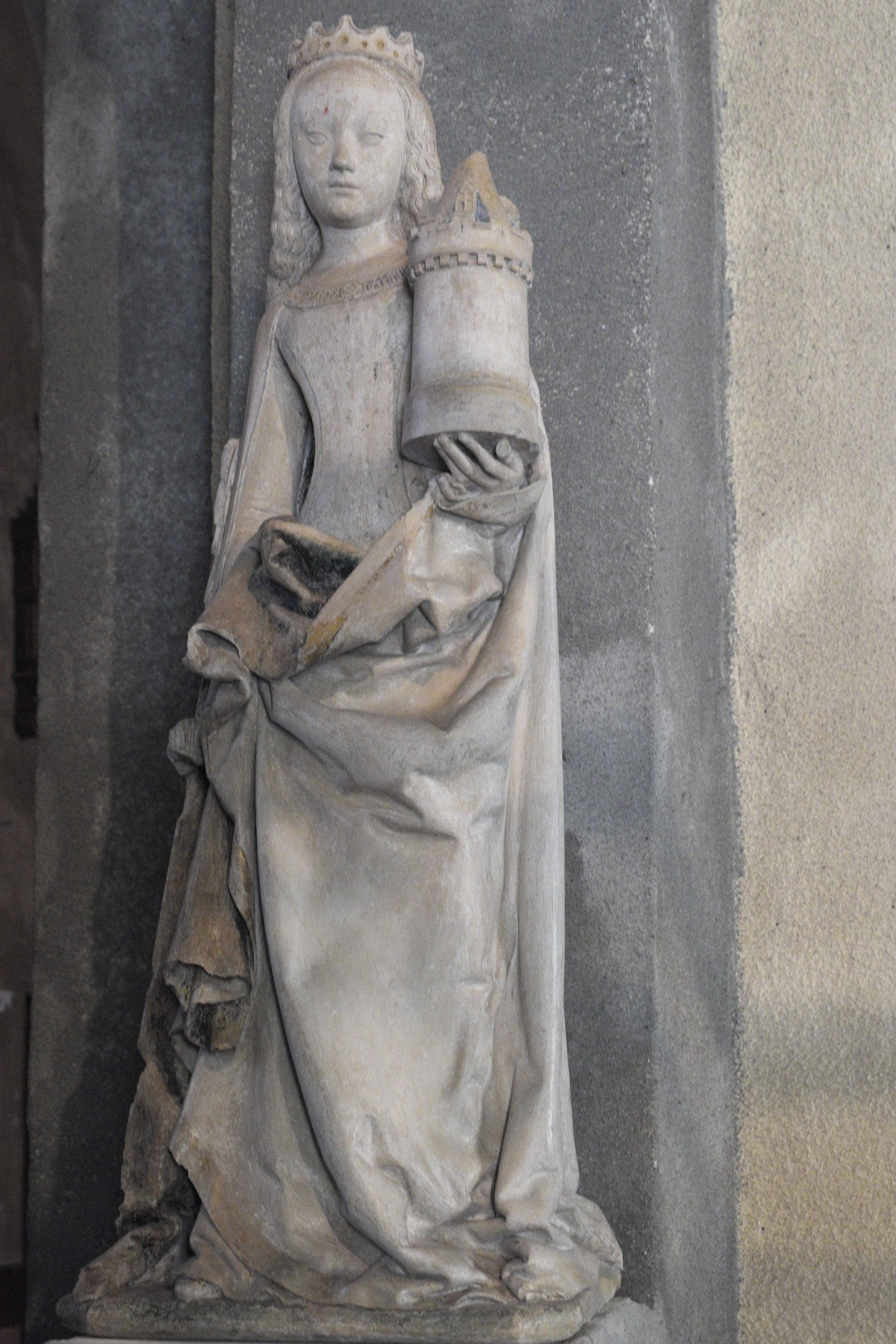
Sainte Barbe de Jaligny-sur-Besbre
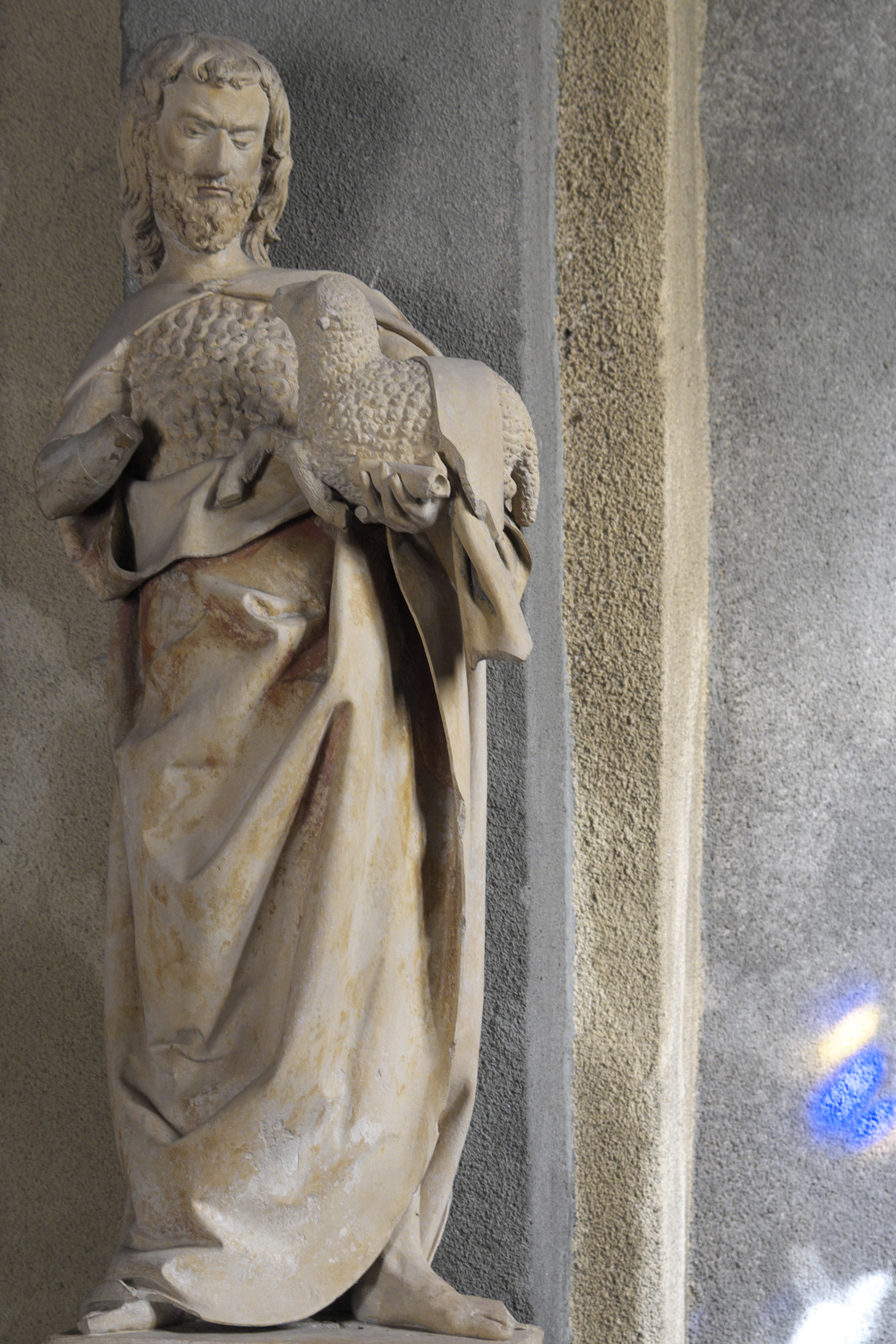
Saint Jean-Baptiste de Jaligny-sur-Besbre
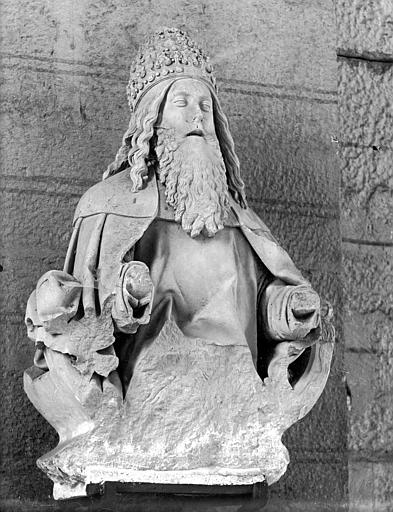
Buste du Père Éternel à La Bénisson-Dieu
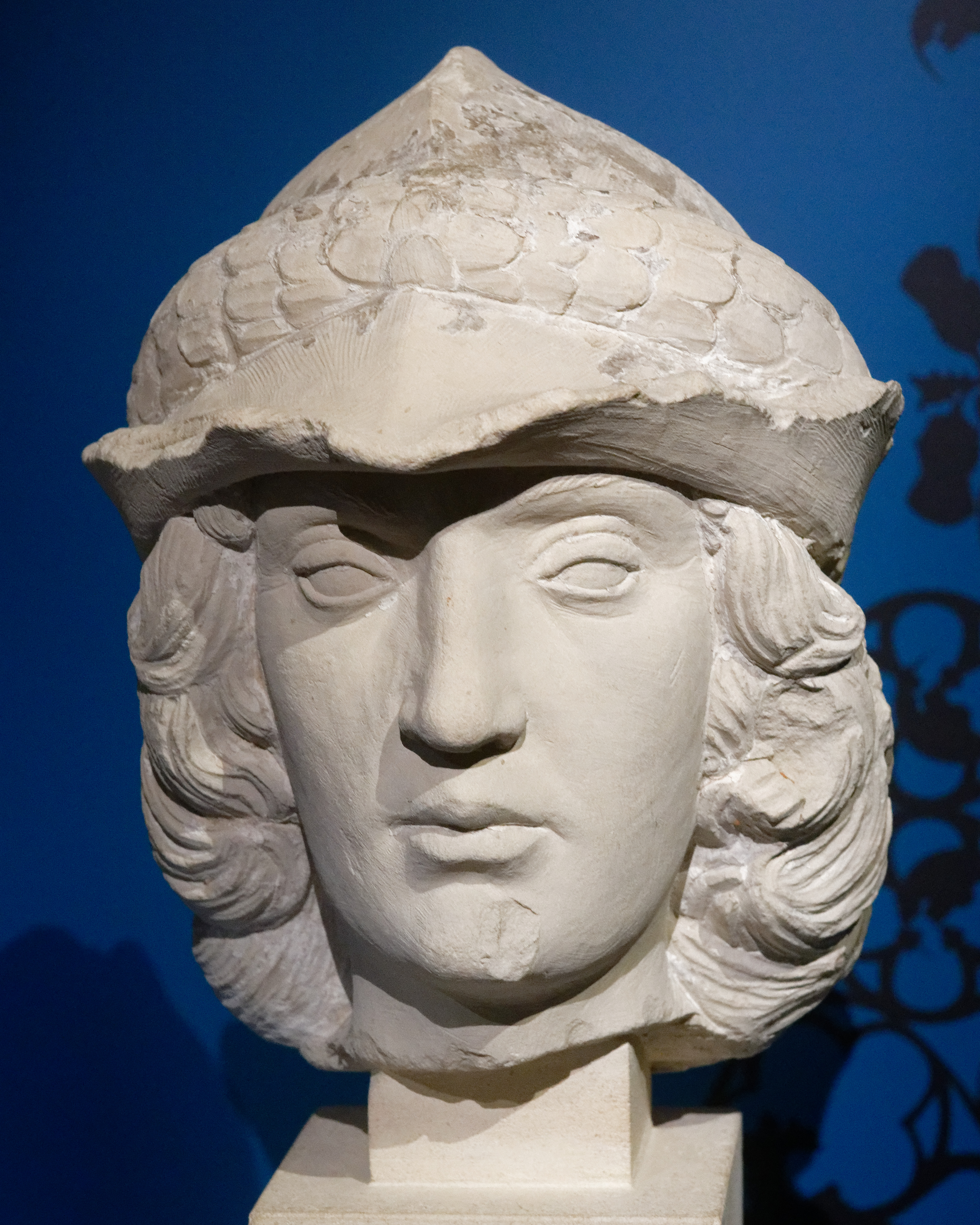
Saint Maurice de la collégiale de Moulins, au musée Anne de Beaujeu